# Harakiri for the Sky
Harakiri for the Sky és una banda austríaca de post-black metal de Salzburg i Viena.

## Història
Harakiri for the Sky es va fundar el desembre de 2011. Matthias "MS" Sollak va escriure i produir algunes cançons pel seu compte perquè buscava una manera d'expressar la seva creativitat fora dels límits del gènere en què havia estat amb les seves bandes anteriors, per exemple amb bandes de pagan metal com Bifröst de Salzburg. Aquests temes els ensenyaria a JJ (de nom real Michael V. Wahntraum), fundador de la banda de post-black metal Karg, de la qual MS també era membre en aquell moment, i li va preguntar si estava interessat a proporcionar lletres al grup per a les cançons que escriurien i a les que donaria. La proposta es convertiria en Harakiri for the Sky. MS s'encarregaria de tots els instruments de la banda i també és responsable de la composició de cançons, mentre que JJ escriuria les lletres i és responsable de les veus. La banda comptaria amb el suport en directe de diversos músics de bandes amb les quals són amics.
Finalment, l'octubre de 2012, la banda va publicar el seu àlbum debut homònim a través del segell alemany Art of Propaganda. L'àlbum va tenir una acollida majoritàriament positiva. L'abril de 2014 es va publicar el segon àlbum Aokigahara. El nom deriva del bosc del mateix nom al Japó, que es coneix com un lloc on moltes persones se suïciden. Diversos cantants de black metal com Torsten (Agrypnie), Seuche (Rotting) i Eklatanz (Heretoir) apareixen a l'àlbum com a cantants convidats. L'àlbum també inclou una versió post-black metal de la cançó Mad World de Tears for Fears. Aquest àlbum també rebria crítiques generalment positives.
El març de 2016, la banda va anar de gira amb Der Weg eines Freiheits i The Great Old Ones. El tercer àlbum d'estudi III: Trauma es va anunciar el 22 d'abril de 2016, i es publicà el juliol de 2016. La banda també va actuar al Summer Breeze Festival el 2016. I aquell mateix any, Harakiri for the Sky fou nominada als Amadeus Austrian Music Award en la categoria Hard & Heavy.

## Estil
Tot i que la banda interpreta música amb trets característics del black metal com les veus guturals i crits, les guitarres distorsionades i la producció més aviat crua, Harakiri for the Sky no toca Black Metal en el sentit clàssic. En comparació amb el black metal clàssic, la seva música és molt més melòdica i menys agressiva: els ritmes explosius només es produeixen ocasionalment en determinats punts, la majoria de les cançons es troben majoritàriament en el rang de temps mitjà i la composició de cançons no es limita a repetir uns quants riffs, però resulta ser més versàtil en general. Mentre que el black metal clàssic utilitza majoritàriament acords dissonants, Harakiri for the Sky sovint utilitza harmonies clàssiques, i moltes melodies s'escriuen en tons menors. La producció, encara que relativament crua, és relativament moderna en comparació amb altres bandes de black metal. En general, la música conté clares influències del postrock i post metall amb una escriptura més variable, junt amb melodies reforçades i l'augment de l'ús d'harmonies clàssiques així com la profunditat emocional de moltes cançons. Aquest estil, que s'ha fet cada cop més popular en el black metal en els darrers anys, sovint es coneix com a post-black metal.
Pel que fa a les lletres i l'atmosfera, la banda també mostra certs paral·lelismes amb el "Depressive Black Metal" (DBM). La veu fortament distorsionada, sovint amb un so desesperat, la composició variable i les nombroses melodies en tonalitats menors contribueixen enormement a la profunditat emocional i l'atmosfera de la música, que va des de la melancolia-somniadora (típica de moltes bandes de postrock) fins a la trista, fosca i depressavia va variant al llarg de les cançons. Les lletres tracten sobretot de sentiments i pensaments negatius, en moltes lletres es discuteixen les facetes negatives de la vida i la pèrdua de tota esperança. A més, sovint s'aborden els temes de la mort i el suïcidi, fins i tot en el nom de la banda (harakiri fa referència al suïcidi ritual al Japó). JJ, responsable dels textos, es descriu a si mateix com un malenconiós i escriu els textos com una sortida emocional per compensar els seus propis pensaments negatius, "per això el concepte de text darrere de Harakiri for the Sky definitivament es pot entendre com un concepte autobiogràfic". No obstant això, els textos no s'han d'entendre com a simples pensaments suïcides, ja que s'aborden principalment els antecedents que condueixen als sentiments corresponents.

## Premis i nominacions
- Premi Amadeus de Música Austríaca
  - 2017 : Hard & Heavy (Nominat)
  - 2019 : Hard & Heavy (nominat)
  - 2022 : Hard & Heavy (nominat)
- Premis MetalHammer
  - 2018: Up and Coming (nominat)

## discografia
Àlbums d'estudi
- 2012: Harakiri for the Sky (CD/ LP, AOP Records, reeditat el 2022)
- 2014: Aokigahara (CD/2xLP/ FLAC, AOP Records, reeditat el 2022)
- 2016: III: Trauma (CD/2xLP/ MC, AOP Records)
- 2018: Arson (CD/2x12"-Vinyl/2xLP, AOP Records)
- 2020: Mære (CD/2xLP/FLAC, AOP Records)

Contribucions a recopilacions (selecció)
- 2013: Gallows-Give 'em Rope on Songs from the Spirit of Roots (CD, Pest Productions)

### Vídeos musicals
- 2014: My Bones to the Sea (Director/Producció: Horst Bilek, Christopher Popofsits, Harald Traindl, Johannes Staudenbauer / The Leafhouse Collective)
- 2016: The Traces We Leave (Director/Producció: Horst Bilek, Christopher Popofsits, Harald Traindl, Johannes Staudenbauer / The Leafhouse Collective)
- 2018: Stillborn (Director/Producció: Alexander Bahr / Alpha Presents)
- 2018: Heroin Waltz (director/productor: Andreas Borsodi)
- 2020: I, Pallbearer (director/productor: Andreas Borsodi)
- 2020: Sing for the Damage We've Done with Neige (Director/Productor: Andreas Borsodi)

## Significat del nom de la banda
El terme "harakiri" fa referència al suïcidi ritualitzat del samurai al Japó. La idea del nom del grup va sorgir de JJ que buscava un terme que descrigués millor la sensació d'impotència que sent en determinades situacions. Segons la seva opinió, "Harakiri for the Sky" s'acostava més a aquest sentiment.
| «      | (alemany) Der Name ist auf meinem Mist gewachsen und ich weiß, er ist recht eigentümlich. Er hat aber für mich schon eine tiefere Bedeutung. Jahrelang habe ich nach einem Begriff gesucht, der das Gefühl, diese Ohnmacht wiedergibt, die mich etwa Musik oder gewisse Umstände meines Lebens empfinden lassen. Als würde man so schnell man kann über Wiesen und Felder rennen, um sich am Höhepunkt des Songs von einer Klippe ins Meer zu stürzen. Sieh dir das Video zu „Glosoli“ von Sigur Ros an und du weißt, was ich meine. HARAKIRI FOR THE SKY kommt diesem Begriff noch am ähnlichsten. | (català) El nom va sorgir de la meva merda i sé que és força peculiar. Però té un significat més profund per a mi. Fa anys que busco un terme que reflecteixi el sentiment, aquesta impotència que sento davant la música o determinades circumstàncies de la meva vida. És com córrer tan de pressa com puguis per prats i camps, només per llançar-te des d'un penya-segat al mar en el clímax de la cançó. Mira el vídeo de "Glosoli" de Sigur Ros i sabràs a què em refereixo. HARAKIRI FOR THE SKY s'acosta més a aquest terme. | » |
| — J.J. | | |   |